# Ányama
Ányama es un pueblo situado a 10 km de Abiyán, en Costa de Marfil. Administrativamente, es una subprefectura incluida desde 2001 en el distrito de Abiyán. Su población se estima en 146.000 habitantes.

## Hermanamiento
- Pontault-Combault (desde 1988)